# پدرو نوواس
پدرو نوواس (پرتغالی: Pedro Pena Spiller Novaes؛ متولد ۱۷ اکتبر ۱۹۹۶, ریو دو ژانیرو) بازیگر، مدل و نوازنده برزیلی است.

## زندگی‌نامه
او متولد و بزرگ شده در ریو دو ژانیرو است و پسر بازیگران مارچلو نوواس و لتیسیا اسپیلر است. او دو برادر ناتنی به نام‌های دیوگو بتا نوواس و استلا اسپیلر لوریرو دارد.
مابین سال‌های ۲۰۱۷ تا ۲۰۱۹، او به مدت دو سال با ایزادورا آلوز (استایلیست) ملاقات کرد.